# Raymond Labbé
Pour les articles homonymes, voir Labbé.
Raymond Labbé (1923-2005) est un charpentier de marine français.

## Biographie
Raymond Labbé est né le 11 novembre 1923 à Saint-Servan. Son père était charpentier de marine dans un chantier Malouin. Raymond Labbé devint apprenti charpentier à 15 ans. Après la guerre, il reprend le chantier naval Solidor où il fait de la réparation navale, construit des doris et des bateaux de plaisance inspirés des doris.
En 1953, il reprend le chantier naval Craipeau, qui devient Constructions Navales Malouines, puis chantier Labbé. Il construit des chalutiers et des thoniers.
Dans les années 60, comme les bateaux de pêche ne sont plus construits en bois, il se tourne vers la plaisance. Il s'associe avec des architectes navals, comme Eugène Cornu pour qui il construit un cruiser-racer, John Illingworth ou Philippe Harlé.
En 1965, il rencontre Éric Tabarly avec qui il se lie d'amitié. Il restaure le Pen Duik en 1989.
En 1985, il devient expert en patrimoine maritime et conseiller technique auprès du ministère de la Culture. Il s'occupe du classement et de la maintenance des bateaux classés aux Monuments historiques en France. Il participe à la construction de la réplique du Renard et de la Cancalaise. En 1996, il est conseiller technique pour la construction de l'Hermione.

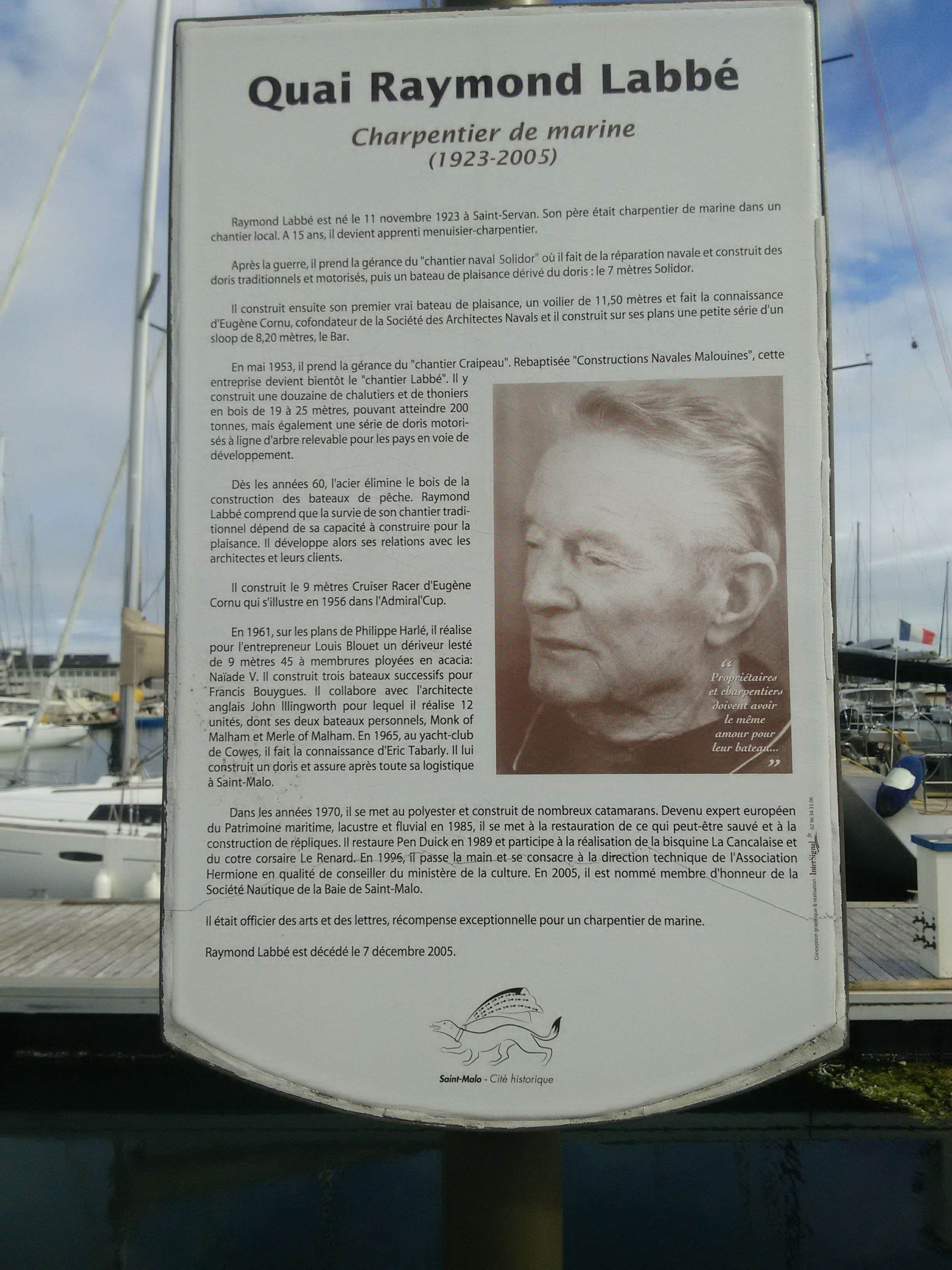
Plaque sur le quai Raymond Labbé à Saint-Malo.

Il est décédé le 7 décembre 2005 à Saint-Malo. 

## Hommages
Son nom a été donné à un quai du port de Saint-Malo.
Il a été nommé chevalier de la légion d’honneur.
Il a été nommé en janvier 2005 officier des Arts et Lettres.